# رومارينيو (لاعب كرة قدم مواليد 1985)
روماريو هو لاعب كرة قدم برازيلي في مركز الوسط، ولد في 10 أغسطس 1985 في البرازيل. لعب مع غايس غوتنبرغ ونادي إمبراتريز ونادي كالمار.

## وصلات خارجية
- روماريو (لاعب كرة قدم برازيلي) على موقع اتحاد السويد (السويدية)
- روماريو (لاعب كرة قدم برازيلي) على موقع قاعدة بيانات كرة القدم.إي يو (الإنجليزية)
- روماريو (لاعب كرة قدم برازيلي) على موقع Soccerway.com (الإنجليزية)